# Crocidura greenwoodi
Crocidura greenwoodi — вид ссавців родини Soricidae. Це ендемік Сомалі. Його природними середовищами існування є субтропічні або тропічні вологі рівнинні ліси, сухі савани, субтропічні або тропічні сухі чагарники та орні землі.